# Riccardo Albanese
Riccardo Albanese (25 luglio 1998) è un kickboxer italiano. Nato a Chioggia, combatte per la palestra Fire generation e ha vinto diversi titoli mondiali ed europei 

## Biografia
Nel 2021 e 2023 ha vinto il campionato mondiale della WAKO nella categoria -89 kg rispettivamente a Jesolo e ad Albufeira.

## Palmarès

### Competizioni Maglia Azzurra

#### Mondiali
- Jesolo  Italia 2021
- Albufeira  Portogallo 2023